# لايت وايف
لايت وايف (بالإنجليزية: LightWave 3D)‏ هي برمجية رسومات ثلاثية الأبعاد تطورها نيو تك.

## وصلات خارجية
- الموقع الرسمي